# Bol'šoe kosmičeskoe putešestvie
Bol'šoe kosmičeskoe putešestvie (in russo Большое космическое путешествие?, lett. "Un grande viaggio nello spazio") è un film del 1975, diretto da Valentin Selivanov.

## Trama
Tre ragazzi vengono selezionati per un volo nello spazio sulla navicella Astra, che li porterà ad affrontare numerosi problemi.

## Colonna sonora
1. Ты мне веришь? – 2:51
2. Голубая планета – 3:34
3. Песня гонщиков – 3:02
4. Млечный Путь – 2:57
5. Письма (Strumentale) – 2:10
6. Гонки – 2:50
7. Сказки – 1:16
8. Танец в морозильнике – 1:40
9. Котёнок (Strumentale) – 0:50
10. Марш космонавтов – 2:54
11. Финал (Strumentale) – 0:35